# Marcos Tamandaré
Marcos Roberto Nascimento da Silva, mais conhecido como Marcos Tamandaré (Barreiros, 20 de março de 1981), é um ex-futebolista e treinador brasileiro que atuava como lateral-direito.

## Carreira
Lateral direito, Marcos Tamandaré começou sua carreira no Porto de Caruaru, em Pernambuco. Dali foi para o Sport em 2005. Em 2007, foi emprestado ao Corinthians, onde não fez grande campanha. "Acho que cheguei no momento errado e na hora errada. Além de tudo não tive muitas oportunidades", declarou Tamandaré sobre a rápida passagem pelo clube paulista. Em parte de 2007, assim como no início de 2008, jogou no Rapid Bucareste da Romênia. Em 2008 jogou pelo Coritiba. No início de 2009, foi contratado pelo Santa Cruz. Em 2010, disputou a Série B do Brasileiro pelo ASA de Arapiraca. Em 2011, disputou o Campeonato Carioca pelo Macaé, e em seguida se transferiu para o Salgueiro para a disputa da Série B de 2011. Marcos é considerado um dos maiores ídolos da história do Salgueiro, sendo capitão da equipe por muito tempo e também é inclusive, dono da "Lojinha do Carcará".

## Prêmios individuais
- Seleção do Campeonato Pernambucano de Futebol: 2012, 2016